# Darius II
A Darius II 1989-es horizontálisan mozgó lövöldözős játéktermi játék, melyet a Taito Corporation fejlesztett és jelentetett meg. A játék a két évvel korábban megjelent Darius közvetlen folytatása. Később Sagaia címmel Sega Genesis, Master System és Sega Saturn, illetve Super Darius II címmel PC Engine Super CD-ROM² platformokra is átírták a játékot.

## Játékmenet
A játék a Naprendszer belső felében játszódik, és a Dariuséhoz hasonló elágazó pályafelépítéssel rendelkezik. A Darius II-t az első Darius-játékhoz hasonlóan többképernyős megjelenítésre programozták, azonban eredetileg kétképernyős játék volt, a háromképernyős változata később jelent meg.
Az első játékban szereplő színes űrhajófejlesztési gömbök visszatértek és ugyanazt a funkciót látják el; a piros a „rakéta” főfegyvert, a zöld a „bomba” másodlagos fegyvert, míg a kék az energiapajzsot fejleszti. A játék két új űrhajófejlesztést is kapott; a sárga egy új, a bombákhoz hasonló módon működő „lézer” főfegyvert ad, míg a szivárványszínű a játékos összes fegyverét fejleszti. Ezen fejlesztési gömbök beszerzése a Dariusban látottaktól teljesen eltérően történik: a játékosnak nem egyetlen színes ellenséges egységet, hanem egy teljes formációt kell elpusztítania. Ezek mellett a fegyvereknek nem ugyanaz a fejlettebb formája mint az előző játékban, habár a pajzs ugyanaz maradt.
A Darius II másik újítása a minifőellenségek, „kapitányok” megjelenése, melyek olyan nagyobb ellenségek, melyek a pálya végén szereplő főellenségek előtt jelennek meg a pálya bizonyos pontján. A Darius II-ben a minifőellenségek mind az első játék főellenségeinek kisebb változata, melyek azokhoz hasonló képességekkel rendelkeznek.

## Cselekmény
A Darius II valamikor az első Darius-játék után játszódik. A gyarmatosított Darius bolygó az idegen Belser-hadsereg inváziójából lábadozik, az első játék hőseinek, Procónak és Tiatnak köszönhetően. A Darius lakói azóta ideiglenesen áttelepültek az Olga bolygóra, amíg a Darius társadalmát, épületeit és a támadott területeket rekonstruálják. Az Olgán létrehozott űrrepülőparancsnokság egy Földről érkező SOS-jelet fog, ahonnan a Darius benépesítése előtti első gyarmatosítók származnak. A segélykérésben a Belser Hadseregéhez hasonló földönkívüli űrhajókat írnak le. A Darius népe arra gyanakodva, hogy ezek még fennmaradó földi őseik lehetnek Proco Jr.-t és Tiat Youngot küldik a segítségükre.

## Átiratok
1990-ben Japánban megjelent egy Mega Drive-átirat, amely 1991-ben az Egyesült Államokban és Brazíliában Genesisre is megjelent, Sagaia címen. A játéktermi verziótól való eltéresek között szerepel az egy csalással megnyitható „Boss Rush” mód  és számos a pályákat és a játékmechanikai elemeket érintő változások, így a főellenségek sorrendjének megváltoztatása és egy főellenség teljes lecserélése. Ez az átirat nem támogatja a kétjátékos módot, így hozzáadták a Proco Jr. és Tiat Young közötti választás lehetőségét; Proco Jr. hajója a megszokott módon működik, míg Tiat Youngé az életvesztések esetén minden fegyver a legutóbbi megnyitott változatának első szintjén marad. 1991-ben Sagaia néven egy Game Boy-játék is megjelent, azonban az a címe ellenére nem a Darius II leegyszerűsített átirata, hanem többé kevésbé egy teljesen új játék; az első két Darius-játék főeellenségeit és zeneszámait tartalmazza új pályákon.
1992-ben Európában és Brazíliában egy a Natsume által fejlesztett Master System-átirat is megjelent, szintén Sagaia címmel. Ez az átirat többé kevésbé a Mega Drive-verzión alapul, ugyan Tiat Young és a képességei még mindig jelen vannak, azonban számos pályát és főellenséget teljesen eltávolítottak. Ez a verzió a 2021-ben PlayStation 4, PlayStation 5, Xbox One, valamint Xbox Series X/S platformokra megjelent Lost Judgement című akció-kalandban is játszható.
Az 1993-ban kizárólag Japánban megjelent Super CD-ROM²-verzió teljesen új főellenségeket, jelentős pályamódosításokat és teljesen újrahangszerelt zenét tartalmaz.
1996-ban Japánban és Európában megjelent egy a játéktermi kiadáshoz közelebb álló Sega Saturn-átirat, melyben kétjátékos mód és szabadon állítható játéktérméret szerepelnek. A játéktermi verzió a kizárólag Japánban megjelent emulációalapú Taito Memories gyűjteményre is rákerült. A játék számos verziója a Nintendo Switch és PlayStation 4 platformokra elérhető Darius Cozmic Collection című gyűjteményen is szerepel. A Game Boy-változat a Darius Cozmic Revelation című gyűjtemény nyugati dobozos Nintendo Switch-kiadására is felkerült.

## Fogadtatás
| Szerző            | Értékelés           |
| ----------------- | ------------------- |
| Consoles +        | 82% (Master System) |
| Commodore User    | 84% (játékterem)    |
| Sega Master Force | 46% (Master System) |

A Game Machine magazin az 1989. november 15-én megjelent lapszámában a hónap hatodik legnépszerűbb függőleges/fülkés kialakítású játéktermi egységnek nevezte a játékot.

## Fordítás
- Ez a szócikk részben vagy egészben  a   Darius II (video game) című angol Wikipédia-szócikk ezen változatának fordításán alapul.  Az eredeti cikk szerkesztőit annak laptörténete sorolja fel. Ez a jelzés csupán a megfogalmazás eredetét és a szerzői jogokat jelzi, nem szolgál a cikkben szereplő információk forrásmegjelöléseként.